# مولتا
مولتا (به لاتین: Multa) یک منطقهٔ مسکونی در روسیه است که در جمهوری آلتای واقع شده‌است.